# バルキーン
バルキーン（VALKEEN）は、モルテン社が2009年10月21日に発売開始したホイッスル。
サッカー審判員専用のホイッスルとして開発され、2010年よりJリーグの公式用具となっている。
VALK（オランダ語で「ハヤブサ」） + KEEN（英語で「鋭い」）の造語で、北欧神話の戦場の女神バルキリー（ワルキューレ）のイメージも込められている。

## 特長
フリップグリップを採用している。握ったホイッスルが瞬時に構えやすく、逆に、使用しない時は握らず所持できる。フリップグリップはカード提示時や方向提示時、カードに記入時にホイッスルを手の中に収められるので高評価である。
4.15kHzと3.67kHzの異なる音域が奏でられる。2010 FIFAワールドカップで、南アフリカのデーモン主審や日本の西村雄一主審（この製品開発時にアドバイスもした）などが使用し、観客のブブゼラに音がかき消されない利点も、話題になった。
使用している審判員は非常に多く、国際主審は佐藤隆治、山本雄大、笠原寛貴がいて、日本のほかアジアの国際主審を中心に使用されている。1級審判員も多く採用されており、使用している審判員はバルキーンを高評価している。
他のホイッスルに比べて非常に高価で標準価格は4200円（本体のみ）、実勢価格は3000円台からとなる。